# 大名王
大名王，中国古代封爵之一。封地位于现今河北省南部。

## 元朝
封地在今河北省境内，为金印螭纽王。
- 火忽